# 科地区埃里库尔
科地区埃里库尔（法語：Héricourt-en-Caux，法語發音：[eʁikuʁ ɑ̃ ko]）是法国诺曼底大区滨海塞纳省的一个市镇，属于鲁昂区。 

## 地理
科地区埃里库尔（49°41'49"N, 0°41'53"E）面积10.81 平方千米，位于法国诺曼底大区滨海塞纳省，勒阿弗尔东北53千米，D131、D233和D149公路的交界处。 
与科地区埃里库尔接壤的市镇（或旧市镇、城区）包括：昂韦维尔、克勒维尔、克利蓬维尔、欧托圣叙尔皮斯、罗贝尔托、罗克福尔、索梅尼勒。
科地区埃里库尔的时区为UTC+01:00、UTC+02:00（夏令时）。

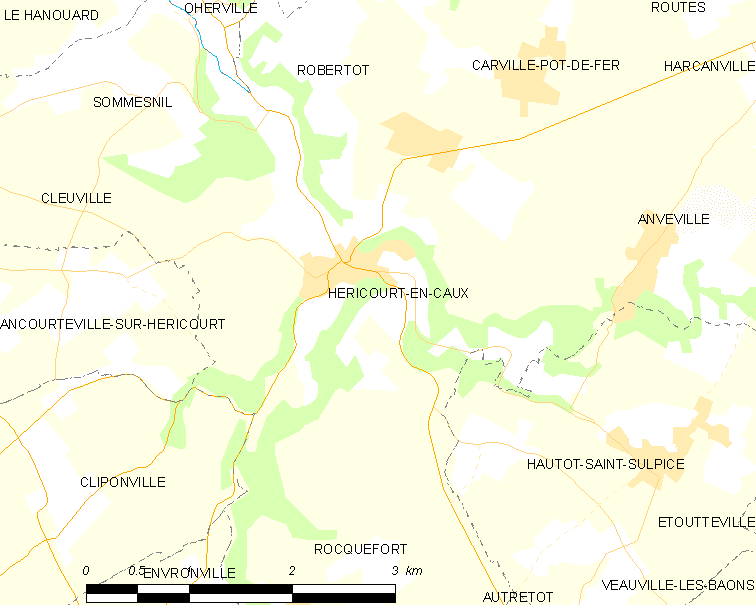
科地区埃里库尔的OSM定位图

## 行政
科地区埃里库尔的邮政编码为76560，INSEE市镇编码为76355。

## 政治
科地区埃里库尔所属的省级选区为伊沃托县。

## 人口

1962-2008年间科地区埃里库尔人口变化图示

科地区埃里库尔于2022年1月1日时的人口数量为950人。